# Josef Wenderlich
Josef Wenderlich (16. prosince 1882 Rumburk – 12. listopadu 1945 Velká Británie) byl československý politik německé národnosti a meziválečný senátor Národního shromáždění ČSR za Komunistickou stranu Československa (KSČ).

## Biografie
Jeho otec byl zakladatelem rakouské sociální demokracie v Horním Jindřichově u Rumburku. Josef byl původní profesí krejčím a textilním dělníkem. Potom se zapojil do odborového hnutí. Za první světové války bojoval v armádě. Po návratu byl předsedou místní organizace Německé sociálně demokratické strany dělnické v ČSR (DSAP) v Horním Jindřichově. Od roku 1919 zde zasedal v obecním zastupitelstvu. V letech 1920–1921 byl okresním tajemníkem DSAP v Rumburku. V době stranického rozkolu patřil k levicovému křídlu a roku 1921 se stal členem KSČ.
Profesí byl dle údajů k roku 1935 tajemníkem textilních dělníků v Liberci.
V parlamentních volbách v roce 1935 získal za KSČ senátorské křeslo v Národním shromáždění. V senátu setrval do října 1938, kdy jeho mandát zanikl v důsledku změn hranic Československa.
V červnu 1938 byl jako jediný zástupce KSČ zvolen do libereckého městského zastupitelstva.
V roce 1938 odešel do exilu do Velké Británie, kde v listopadu 1945 zemřel. Jiný zdroj uvádí, že zemřel roku 1947. V anglickém exilu patřil ke skupině okolo Gustava Beuera.